# Berzence vára

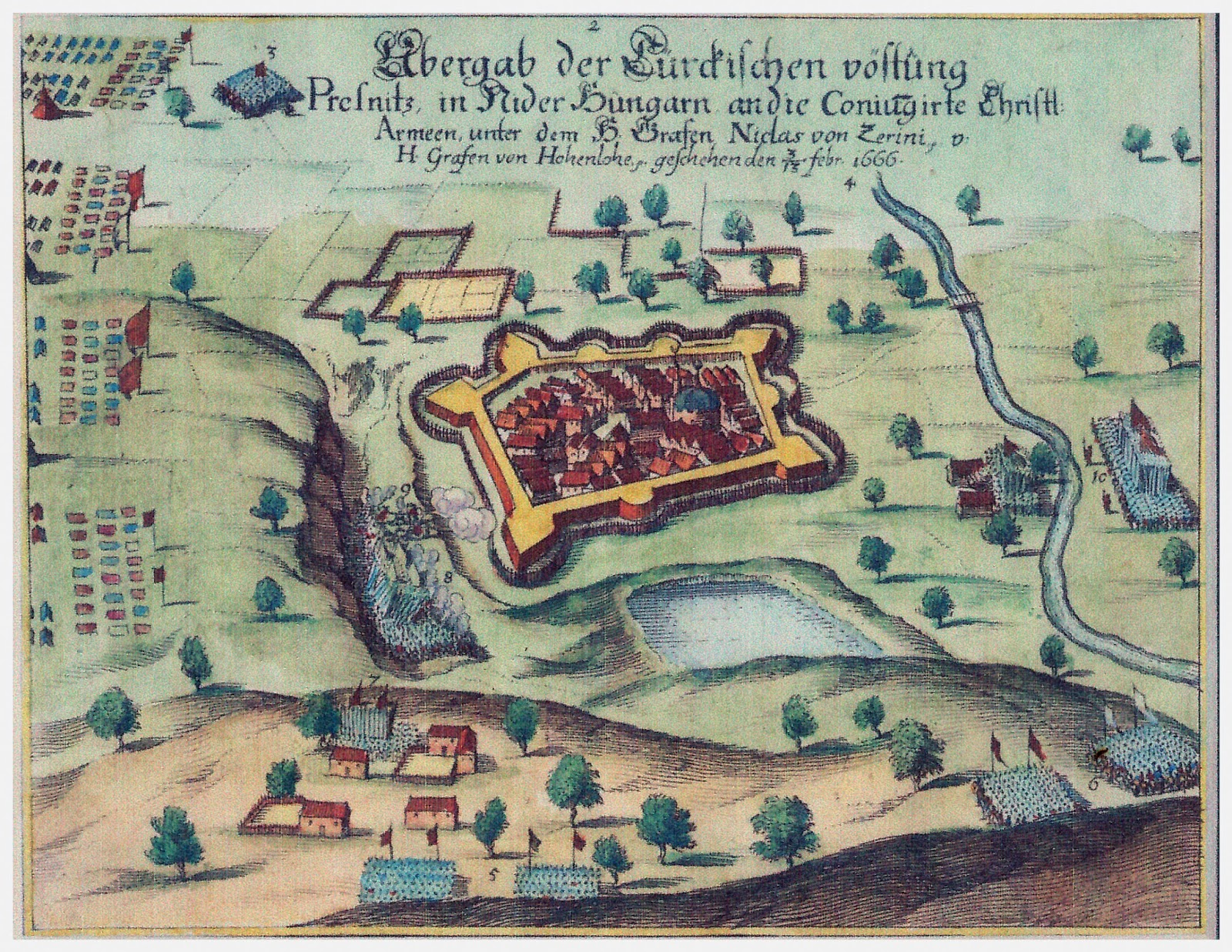
Berzence vára 1666-ban

Berzence település fölött emelkedett a középkorban Berzence vára, melynek mára csak csekély maradványai látszanak.

## Története
A falu fölött álló várat 1406-ban Zsigmond király oklevele említette először, ekkor adta a király Berzenczei Lóránd fia Györgynek új adományul szolgálataiért az őseitől örökölt Berzencze várát és birtokát. A várat 1468-ban szenterzsébeti Forster György szerezte meg a Berzenceiektől és újjáépítette. 1473-ban „castellum et fortelitium Berzencze” néven említették az oklevelek. 1478-ban a néhai Berzenczei László után maradt birtokot szentgyörgyi Vincze Péter és Berzenczei László özvegye vette zálogba, tőlük azonban Forster György visszaváltotta. 1481-ben Forster György a tolnai Bornemissza Jánost osztályos testvérévé fogadta 4000 forint fejében és Berzencze, Szent-Erzsébet várak és tartozékaik felébe beengedte. 1490-ben Forster György halála után, örökösödési szerződés alapján „castrum in facie poss. Berzencze”  Foster György özvegyéé, Ilona asszonyé lett.
1566-ban Szigetvár elestének hírére a berzenczei vár őrsége megszökött, és ezért a török azonnal megszállta Berzence várát, és meg is erősítette. Az 1568-1569 évi török zsoldlajstrom szerint a vár őrsége 379 fő volt. 1594-ben a várat Zrínyi György visszafoglalta ugyan, de rövidesen ismét a török kézre került. Berzence várának 1618 évi megerősítése idején 349 főnyi őrség tartózkodott falai között. 1664-ben, Zrínyi Miklós téli hadjárata során felszabadították, de jelentőségét vesztette, lassan pusztulásnak indult.
A várból mára már csak egy kerek alakú, tégla falú torony maradványai és az egykori vizesárok nyomai látszanak.